# St. Pankratius (Alterstedt)

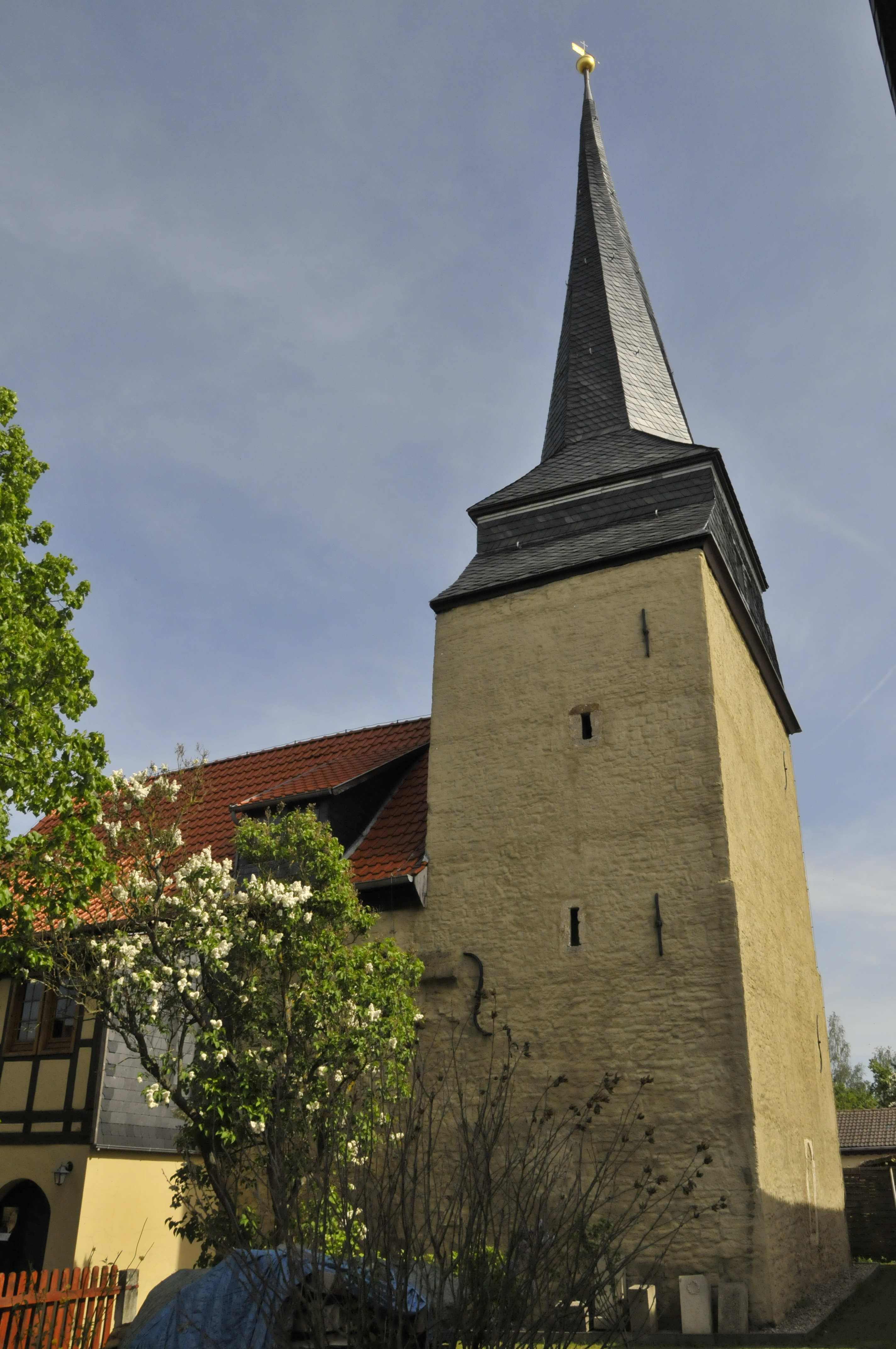
Die Kirche

Die evangelische Dorfkirche St. Pankratius steht im Ortsteil Alterstedt der Landgemeinde Unstrut-Hainich im Unstrut-Hainich-Kreis in Thüringen.

## Geschichte
Mit dem Datum 1482 und 1503 bezeugen die Glocken die frühe kirchliche Initiativen im Ort Alterstedt. 
Die auf den Namen Pankratius geweihte Kirche stammt wohl aus spätromanischer Zeit. Der querrechteckige Westturm ist ein Vertreter dieser Zeit. Im 17. Jahrhundert fanden umfangreiche Veränderungen am Gotteshaus, besonders am Kirchenschiff, statt.
An der Inneneinrichtung wurde gottlob nichts Wesentliches verändert, sodass sich eine geschlossene Ausstattung aus dem 17. Jahrhundert dem Gast und den Gläubigen darbietet. Es sind noch vorhanden: die dreiseitigen umlaufenden Doppelemporen, in deren Brüstungsfeldern die Brustbilder der Apostel und Christi gezeigt werden. Die Bretterdecke ist mit Ornamenten gestaltet. Im Chorhaupt wird Christus als Salvator flankiert von Evangelisten dargestellt. Diese Malereien wurden 1933 restauriert. Der Kirchenraum ist schlicht und protestantisch wahrzunehmen.
Die Orgel ist im Jahre 1892 von Friedrich Petersilie aus Bad Langensalza gefertigt und eingebaut worden.